# Edoardo Giraud
Edoardo Giraud (Milano, 31 luglio 1839 – Lugano, 28 novembre 1912) è stato un attore e commediografo italiano.

## Biografia
Figlio di un commerciante che avrebbe gradito le scuole migliori per Edoardo, non riuscendovi perché il ragazzo si fece espellere dal Politecnico federale di Zurigo a causa della sua passione per il teatro, cominciando dall'Accademia dei Filodrammatici di Milano. Inoltre fu un garibaldino e partecipò alle guerre d'indipendenza italiane.
Il suo primo ruolo lo ebbe nella compagnia Stacchini e il suo debutto avvenne a La Spezia nel ruolo di secondo brillante e generico giovane.
Nei due anni successivi lavorò nel genere dell'operetta.
Quando nel 1871 Cletto Arrighi fondò il teatro Milanese, Giroud entrò a far parte della compagnia, anche se ben presto alcuni contrasti con il suo principale, lo convinsero a fondare una sua compagnia, che divenne la Ferravilla-Ivon-Giroud, che ottenne venti anni di successi durante le tournée italiane. Giroud si mise in evidenza soprattutto per le sue caratterizzazioni comiche, per la presenza scenica e gli adattamenti.
Giroud fu scrittore e commediografo di una cinquantina di opere, tra adattamenti, traduzioni e originali.
Tra le sue opere si possono menzionare La mamma la dorma, dramma borghese intriso di morale; Moschin, Vairon e comp., commedia borghese incentrata sul lavoro; ritratto d'ambiente è anche El portinar, commedia in cui descrive sia l'aristocrazia sia il popolo.
Più caratteristico è Luis Beretta, scene in un atto, il cui protagonista è il Croatt, che si esprime con un pittoresco linguaggio a metà strada fra il tedesco e il milanese. Da segnalare anche On teater meccanich, tipica opera di fine Ottocento; I saltador, un vaudeville del 1879 in cui Meneghino si esprime talvolta in italiano.
Quando la compagnia Ferravilla-Ivon-Giraud si sciolse nel 1898, Giraud continuò a lavorare assieme al Ferravilla, anche se partecipò ad altre produzioni teatrali oltre ad apparire in numerosi film fra cui I minatori e I promessi sposi.
Fece parlare di se anche per atti come l'entrare in una gabbia di leoni o insegnare recitazione ai malati di mente della Sinagra dal 1872 al 1874.
Giraud morì il 28 novembre 1912 a causa di un malore nel suo camerino del teatro Apollo di Lugano dove avrebbe dovuto recitare.

## Opere
- On sacrista in di pettol (1877);
- Luis Beretta  (1877);
- La mosca (1877);
- Moschin, Vairon e comp. (1877);
- I saltador (1879);
- Casa Cornabò (1879);
- La mamma la dorma (1879);
- Magg de testimoni a la cort d'assisi (1882);
- El Simon Brumista (1882);
- Vita perduta (1882);
- El zio commendator (1883);
- El portinar (1886);
- L'ultim gamber del sur Pirotta (1886);
- I degrazi del sur Pomarella (1886);
- Pomarella e Pertevani (1886);
- On process a porte chiuse (1887);
- Teatro meccanico (1887);
- La coccia del can (1907);
- Le mie memorie (1911).